# J-Pop
J-Pop és l'abreviatura de Japanese pop i es refereix a la música popular japónesa, que va entrar al corrent musical principal del Japó a la dècada dels noranta. Dècada de 1960 pop i música rock van substituir kayōkyoku ("Lyric Singing Music", un terme per a la música popular japonesa des dels anys vint fins als vuitanta) a l'escena musical japonesa. La paraula J-pop va ser encunyada per una estació de ràdio, J-WAVE i indica que és un música diferent de la música tradicional.
Bandes de rock japonès com Happy End van fusionar the Beatles i el rock a l'estil Beach Boys amb la música japonesa als anys 60 – Dècada de 1970. País japonès va tenir popularitat durant la popularitat internacional de Westerns a la dècada de 1960 – també 1970, i encara té atractiu a causa del treball de músics com Charlie Nagatani i Tomi Fujiyama, juntament amb llocs com Little Texas a Tòquio. El hip hop japonès es va convertir en corrent amb el productor Nujabes i el seu treball a Samurai Champloo. La cultura pop japonesa es veu sovint amb anime al hip hop. Altres tendències de la música japonesa inclouen J-Euro a principis de la dècada de 1990, és a dir, Namie Amuro, A més, la música llatina, la CCM i la música gospel tenen escenes dins del J-pop.
El J-pop és un terme que en la pràctica agrupa (de vegades erròniament) molts gèneres musicals diferents del Japó, incloent música pop, rock, dance i soul. Al Japó, el terme és usat per a distingir els estils musicals moderns de la música clàssica o tradicional Enka.
A l'àrea de Nagoya, el terme Z-pop és usat per a les cançons populars d'aquesta zona. Algunes cançons Enka, com aquelles interpretades per Miyuki Nakajima i Anzen Chitai cauen en ambdós tipus, al Enka i J-pop, i poden o no ser inclosos en ambdós. És típic veure botigues de música al Japó que classifiquen la música en les categories J-pop, Enka, clàssica i Anglès/internacional.

## Exemples dels músics
- AKB48
- Arashi
- Ayumi Hamasaki
- Berryz Kobo
- Cute (°C-ute)
- Candies
- Kyary Pamyu Pamyu
- Momoiro Clover Z
- Morning Musume
- Perfume
- S/mileage

## Galeria

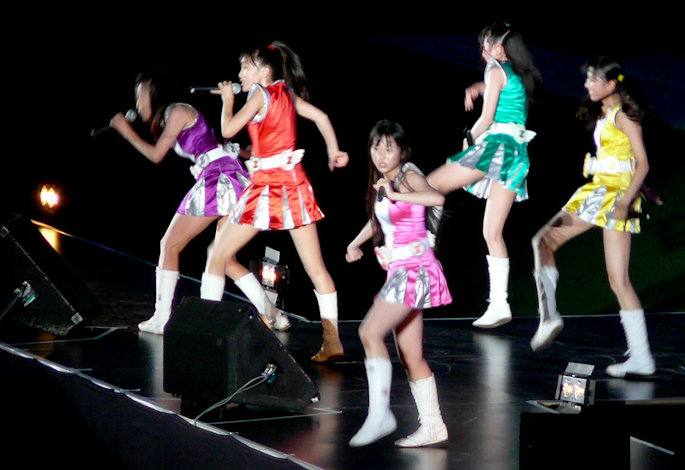
Momoiro Clover Z
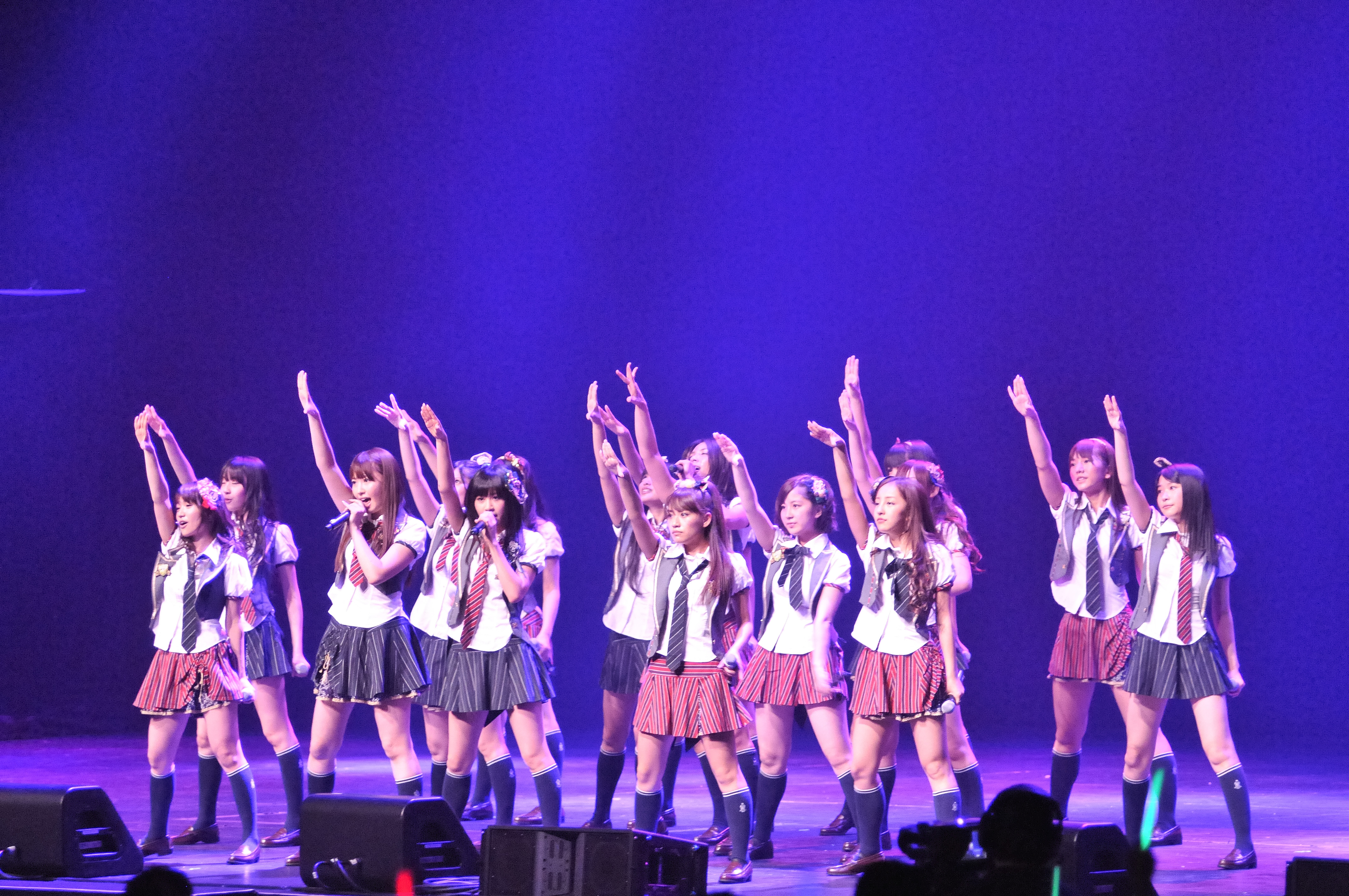
AKB48
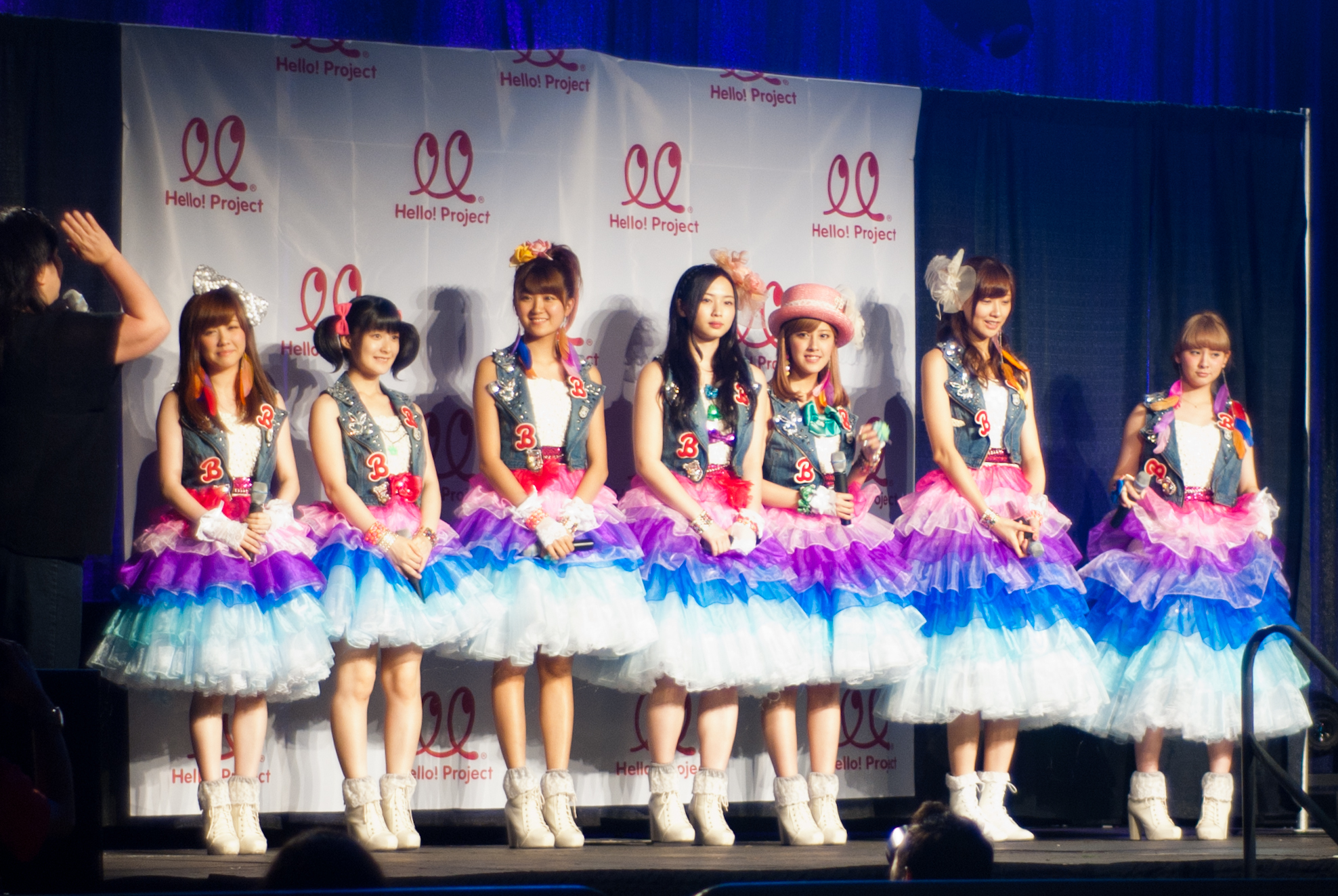
Berryz Kobo
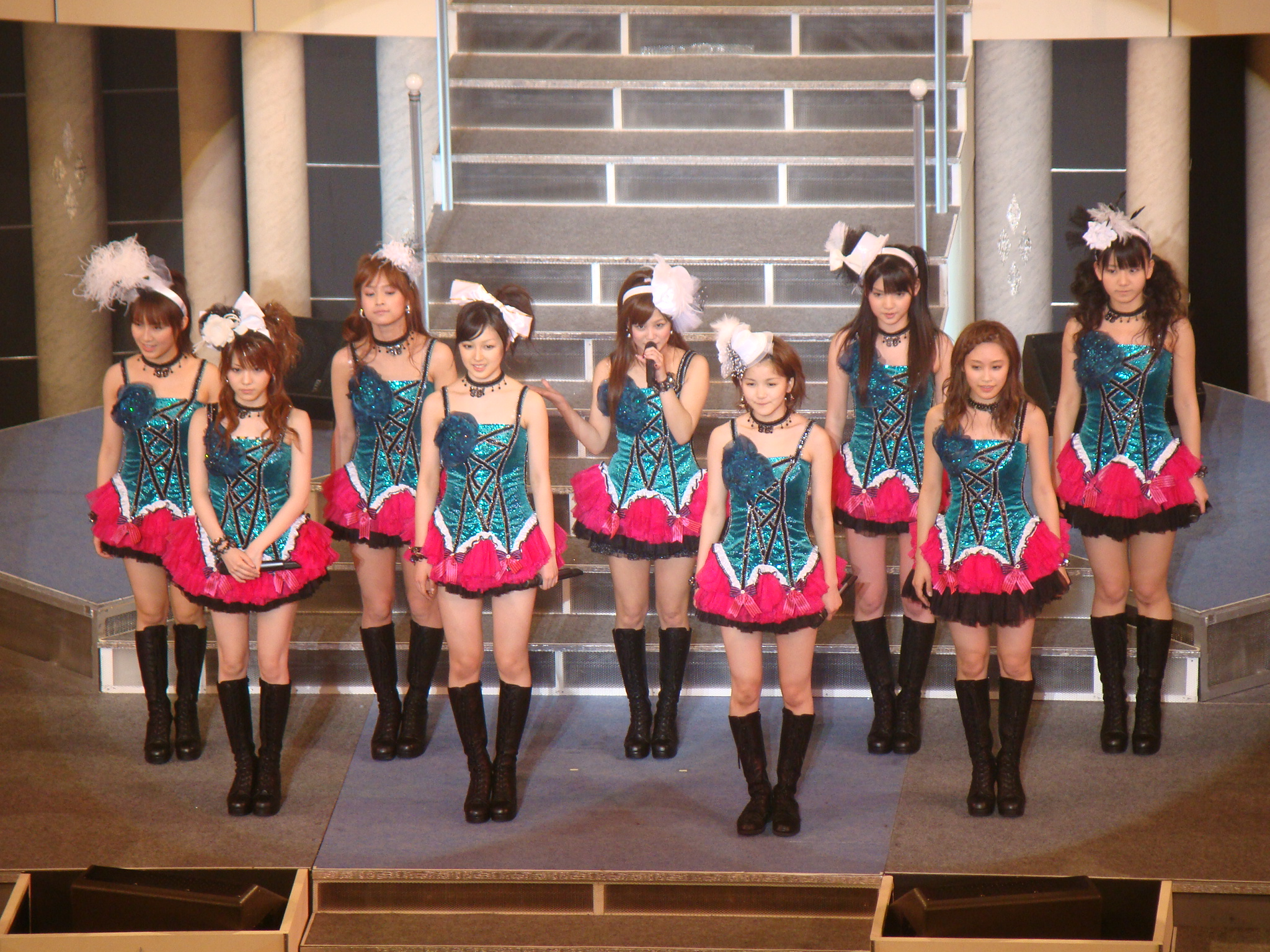
Morning Musume